# Grupo Riobóo
Grupo Riobóo es un conglomerado de empresas y multinacional mexicana especializada en la gerencia, coordinación y supervisión de obras de construcción de ingeniería civil.

## Historia
José Mª. Riobóo Martín, fundador de Grupo Riobóo, en los años 60 empezó como trabajador de Presforzados Mexicanos (Premesa), compañía de su profesor de la UNAM e ingeniero civil Francisco Robles Fernández, hasta ser director técnico de la misma para dejar el cargo en los años 70 y ser profesor de la UNAM. Entre los proyectos que desarrolló en la compañía están las Líneas 1, 2 y 3 del Metro de la Ciudad de México, el Gimnasio Olímpico de la Ciudad de México, la Alberca Olímpica de la Ciudad de México y el Palacio de los Deportes.
El 2 de abril de 1974 fundó la empresa Riobóo S.A., cuando el INFONAVIT la contrató para dirigir los proyectos de construcción e investigación de viviendas. Posteriormente trabajó para la empresa Granos y Fertilizantes de México donde el diseño sus obras fueron mencionadas en el Precast Concrete Institute. El 24 de julio de 1981 fundó Jorod S.A., y el conglomerado de empresas Grupo Riobóo. En 1984 la empresa trabajo en el diseño de la Línea 9 del Metro de la Ciudad de México, creando un nuevo sistema, con lo cual ahorraron más de un 40% en su construcción.
Tras el Terremoto de México de 1985 , la empresa creó y patentó un sistema de refuerzos de estructuras de edificios de mediana altura, con la cual se reforzaron los edificios, tanto dañados como no dañados, de la Ciudad de México, sistema que la Universidad de Berkeley en California revisó y avaló. Tras estos hechos José Ma. Riobóo Martín, presidente de la compañía, formó parte del "Subcomité de Admisión de Directores Responsables de Obra y Corresponsables de Seguridad Estructural" y del  "Subcomité para la Revisión del Reglamento de Construcciones"  ambos del Distrito Federal entonces.
En 1990 la empresa trabajo en la supervisión y diseño de dos puentes vehiculares de la Calzada de Tlalpan, el nuevo sistema que crearon e implementaron fue utilizado por el Gobierno de la Ciudad de México para sus futuros proyectos, tras ser exitoso económica y técnicamente. Varios de estos puentes han recibido reconocimientos especiales del Precast/Prestressed Concrete Institute (PCI) de Estados Unidos.
El 7 de noviembre de 1984 funda Consultoría Riobóo S.A de C.V., para proyectos públicos y la cual su principal cliente es la Comisión de Vialidad y Transporte Urbano (COVITUR) para la Secretaría de Movilidad (SEMOVI) y la Dirección General de Obras Públicas del Departamento del Distrito Federal entonces. El 19 de marzo de 1985 crearon Ingenieria Riobóo S.A de C.V.  para proyectos en el sector privado.
En la actualidad sus principales clientes son; El Palacio de Hierro, Renault México, Procter & Gamble (En México y Sudamérica), 3M México, AT&T México, Hoteles Nikko México, Grupo Presidente Internacional en México, Hoteles W México, American School Foundation of Mexico City, Westhill Institute y Westhill University México, el ITAM, la UNAM, el Centro Nacional de Artes (México), La Suprema Corte de Justicia (México), Centro Asturiano de México, Chrysler México, etcétera.

## Distinciones
| Mención                                                                 | Distinción                                                   | Año  |
| ----------------------------------------------------------------------- | ------------------------------------------------------------ | ---- |
| Diseño de los silos para "Granos y Fertilizantes de México"             | Mención en el Precast Concrete Institute                     | 1975 |
| Sistema de refuerzos de estructuras de edificios de mediana altura      | Avalación de la Universidad de Berkeley                      | 1985 |
| Nuevo sistema de implementación para el Gobierno de la Ciudad de México | Precast/Prestressed Concrete Institute (PCI) (Por cada obra) | 1990 |